# Museu d'arts aplicades de Colònia
El Museu d'arts aplicades de Colònia (Museum für Angewandte Kunst Köln) (MAKK) és un museu d'arts decoratives a Colònia, Alemanya. Les col·leccions inclouen joies, porcellana, mobiliari, armament i exposicions arquitectòniques. Fins al 1987 es deia Kunstgewerbemuseum ("Museu d'Art Decoratiu").

## Història

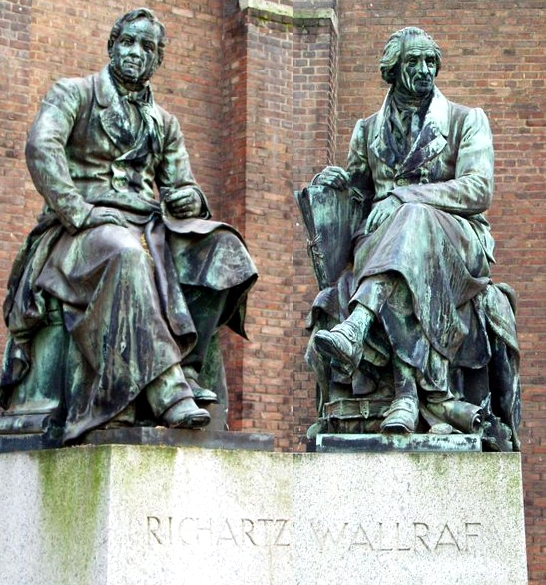
Estàtues de Johann Heinrich Richartz i Ferdinand Franz Wallraf davant del museu (fotomuntatge).

La ciutat de Colònia va decidir fundar un museu d'arts aplicades el 1888. El nucli de l'exposició al principi va venir de les col·leccions de Ferdinand Franz Wallraf (1748–1824) i Matthias Joseph de Noël (1782–1849), i l'exposició aviat va créixer per donacions. La ubicació original del museu era un edifici neogòtic en el Hansaring, construït el 1900, però destruït per les bombes el 1943.
Des de 1989 el museu ha tingut una ubicació permanent en l'antic edifici dels museus Wallraf-Richartz i Museum Ludwig a Un-der-Rechtschule, construït per Rudolf Schwarz i Josef Bernhard entre 1953 i 1957.

## Edifici
L'edifici Schwarz-Bernhard, de maó vermell, s’aixeca en l'emplaçament d’un antic monestir conventual, la forma del qual encara és traçada per la planta i el pati interior quadrat. La Minoritenkirche del gòtic tardà al costat sud encara sobreviu. La paret del pati interior del costat nord ha quedat quasi totalment vidriada, actuant com a "aparador" del museu. Una avantcambra baixa i modesta condueix al vestíbul d’entrada i l'escala central del museu.

## Col·leccions
El museu té una gran col·lecció (més de 100.000 peces) d'arts aplicades europees des del segle X fins a l'actualitat. Està ordenat cronològicament per èpoques i inclou mobles, catifes decoratives, petites escultures, estris de menjador, articles de luxe i objectes decoratius. Per preservar-la, la col·lecció tèxtil només es mostra en exposicions especials a curt termini.

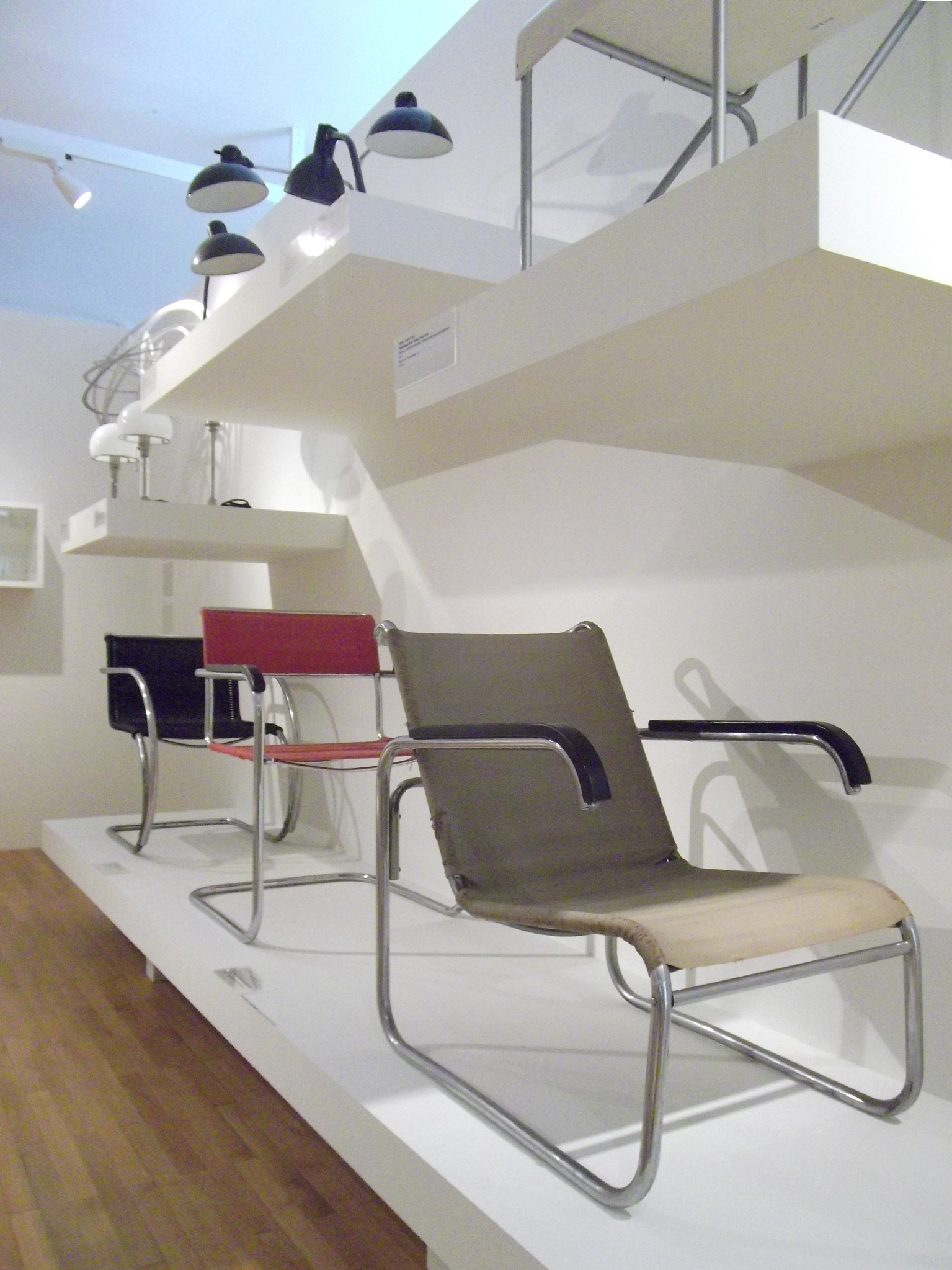
De Stijl I Bauhaus al MAKK

El museu és particularment sabut per la seva col·lecció de disseny modern. Una exposició de disseny de segle xx, va crear pel Vitra Museu de Disseny de Weil am Rhein dins 2008, és estès a través de dos pisos d'un de les ales. Presenta una presentació temàtica i cronològica de mobiliari, llums, telèfons, televisions, càmeres, ràdios i elements de casa, pels dissenyadors que inclouen Ray Eames, Dieter Rams, Frank Lloyd Wright, Philippe Starck, Ettore Sottsass, i Joe Colombo. Aquests s’exhibeixen al costat d’obres d'Arts visuals per artistes que inclouen Vassili Kandinski, Victor Vasarely, Jesús Rafael Soto, Piet Mondrian i Günther Uecker, per tal de mostrar les relacions històriques entre art i disseny.
Algunes exposicions individuals inclouen:
- Una Dona de l'Apocalipsi de Tilman Riemenschneider (1495)
- Una Tapís, Allegory of the Region of Africa (pre-1742)
- Un gabinet d’escriptura amb chinoiserie, del taller de David Roentgen (1777–78)
- Gerrit Rietveld: Rood-blauwe Stoel (1918)
- Piet Mondrian: Composition III (1920)
- Marcel Breuer: Liege (1936)
- Ettore Sottsass del Grup Memphis: Carlton, shelf (1981)
- Naoto Fukasawa: CD-Player (1999)

El museu també acull exposicions provisionals especials.